# Ammocrypta pellucida
Ammocrypta pellucida är en fiskart som först beskrevs av Frederic Ward Putnam 1863.
Ammocrypta pellucida ingår i släktet Ammocrypta och familjen abborrfiskar. Inga underarter finns listade i Catalogue of Life.